# I mutanti
I mutanti è un film del 1998 diretto da Teresa Villaverde.
Venne presentato nella sezione Un Certain Regard al Festival di Cannes 1998.

## Distribuzione
Il film è stato presentato in concorso al Festival di Cannes del 1998. In Italia il film non è mai uscito al cinema ed è passato in televisione su Fuori orario. Cose (mai) viste, unicamente in lingua originale con sottotitoli in italiano.